# جيمس لايتهيل
السير مايكل جيمس لايتهيل (بالإنجليزية: Sir Michael James Lighthill)‏ (23 يناير 1924 - 17 يوليو 1998) رياضياتي تطبيقي بريطاني.

## تعليمه وعمله
تلقى لايتهيل تعليمه في كلية وينشستر ‏، وتخصص في ديناميكا الموائع وعمل في المختبر الوطني الفيزيائي في كلية الثالوث، بين عام 1946 وعام 1959 شغل منصب أستاذ الرياضيات التطبيقية في جامعة مانشستر وانتقل بعد ذلك ليشغل منصب مدير مؤسسة رويال للطائرات في فارنبرة.